# Thomas Wilson (Politiker, 1827)

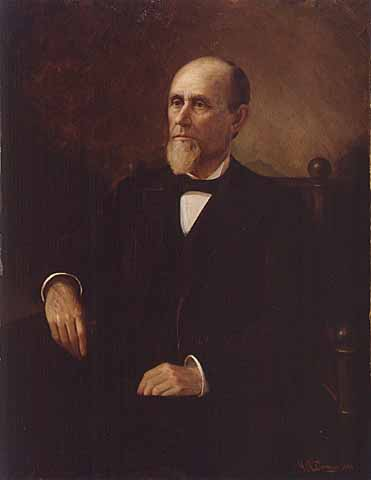
Thomas Wilson

Thomas Wilson (* 16. Mai 1827 in Dungannon, Irland; † 3. April 1910 in St. Paul, Minnesota) war ein US-amerikanischer Jurist und Politiker.
Wilson immigrierte 1839 zusammen mit seinen Eltern in die Vereinigten Staaten, wo sich die Familie im Venango County in Pennsylvania niederließ. Er besuchte das Allegheny College in Meadville und studierte Jura. Im Februar 1855 wurde er in die Anwaltschaft aufgenommen und praktizierte als Anwalt in Winona im Minnesota-Territorium. 1857 war Wilson Mitglied der Verfassungsgebenden Versammlung von Minnesota (Minnesota constitutional convention). Er wurde 1864 beigeordneter Richter am Minnesota Supreme Court und übernahm noch im selben Jahr als Chief Justice den Vorsitz an diesem Gerichtshof, den er bis zu seinem Rücktritt im Juli 1869 innehatte.
Von 1880 bis 1882 gehörte er dem Repräsentantenhaus von Minnesota an sowie im Anschluss von 1882 bis 1885 dem Senat von Minnesota. Danach wurde Wilson als Demokrat in den Kongress gewählt und vertrat dort vom 4. März 1887 bis zum 3. März 1889 den Bundesstaat Minnesota im Repräsentantenhaus der Vereinigten Staaten. Es gelang ihm nicht wiedergewählt zu werden. Auch seine Kandidatur für den Gouverneursposten 1890 blieb erfolglos. 1892 war Wilson Delegierter zur Democratic National Convention in Chicago. Danach arbeitete er bis zu seinem Tod als Leiter der Rechtsabteilung für die Chicago, St. Paul, Minneapolis & Omaha Railroad. Er starb 1910 in St. Paul und wurde auf dem Woodlawn Cemetery in Winona beigesetzt.